# Confine tra Tanzania e Zambia
Il confine tra la Tanzania e lo Zambia ha una lunghezza di 353 km e va dal triplice confine con la Repubblica Democratica del Congo a nord-ovest, fino al triplice confine con il Malawi a sud-est.

## Descrizione
Il confine inizia dal triplice confine con la Repubblica Democratica del Congo sul Lago Tanganica che rappresenta una barriera naturale tra i due paesi. Il tracciato prosegue per circa 41 miglia sul lago fino alla riva e da dove prosegue attraverso la sezione terrestre delimitata da torrenti e pilasti fino a raggiungere il triplice confine con il Malawi. 
Il confine separa le regioni tanzaniane di Rukwa e Mbeya dalla Provincia Settentrionale e di Muchinga dello Zambia. 

## Storia

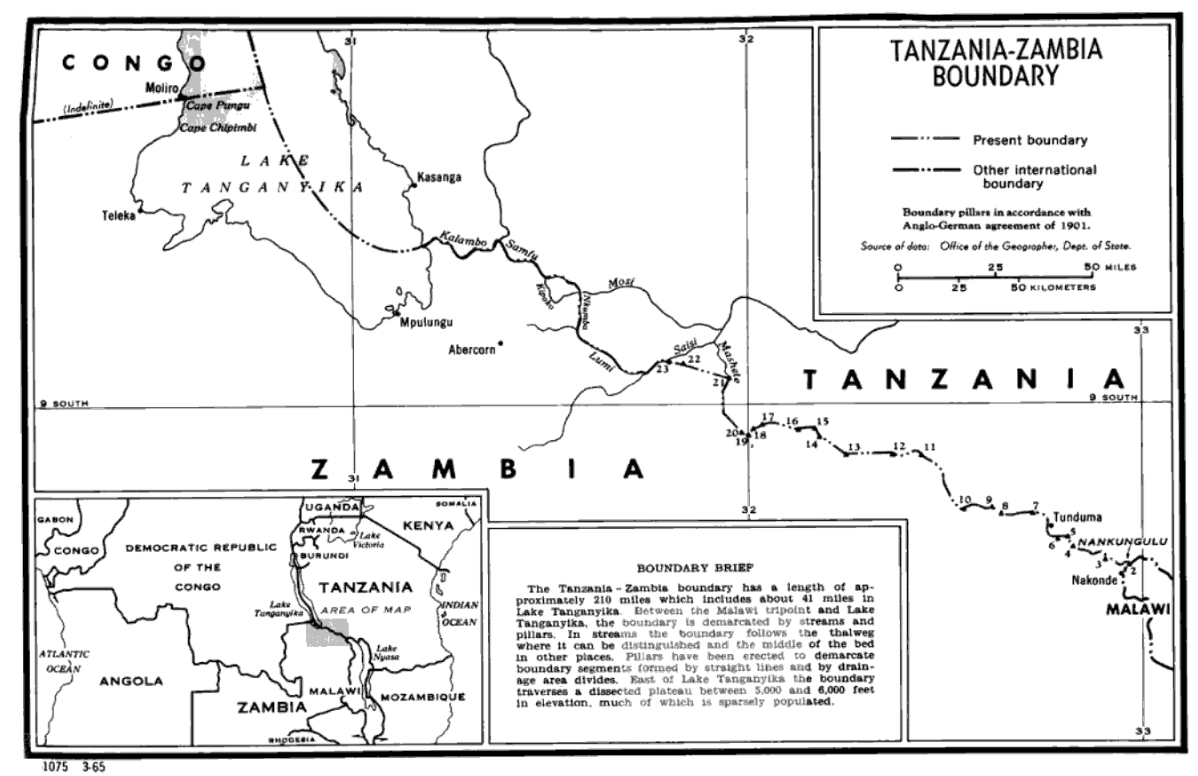
Mappa del confine tra Tanzania e Zambia

Il confine tra i due paesi risale all'epoca coloniale quando Gran Bretagna e Germania, a partire dal 1886, stabilirono vari accordi sulle loro reciproche sfere di influenza poste nell'Africa orientale. Un accordo anglo-tedesco nel 1890 fissò i limiti dei loro territori tra il lago Tanganica e il triplice confine con il Malawi. Le decisioni sull'allineamento esatto del confine furono prese da una commissione di demarcazione congiunta nel 1898 e sottoscritto nel 1901.
Il segmento di confine sul lago Tanganica fu apparentemente stabilito de facto e un accordo del maggio 1894 tra la Gran Bretagna e il re Leopoldo II, sovrano dello Stato libero del Congo, stabilì il triplice confine anche se l'esatta ubicazione è stata spesso di molteplici interpretazioni.
Il triplice confine con il Malawi (chiamato all'epoca Nyasaland) fu delineato secondo i termini stabiliti in un documento del governo britannico nel febbraio 1891 relativo alle operazioni della British South Africa Company che governava le aree corrispondenti alla Rhodesia meridionale. La localizzazione del triplice confine fu posta sulla collina di Nakungulu.
Il Tanganica, dopo la sconfitta tedesca nella prima guerra mondiale, fu posto sotto l'amministrazione britannica prima come mandato della Società delle Nazioni e successivamente, nel 1946, come territorio fiduciario delle Nazioni Unite. Il Tanganica acquisì l'indipendenza come repubblica il 21 dicembre 1961. La Repubblica Unita di Tanzania si formò nel 1964 con la fusione di Tanganica e Zanzibar.
Il 24 ottobre 1964, l'ex protettorato britannico della Rhodesia del Nord divenne indipendente come Repubblica di Zambia e da allora il confine divenne internazionale tra due stati sovrani.

## Attraversamenti al confine
Le strade principali che collegano i due paesi sono le seguenti: tra Mbala (Zambia) e Sumbawanga (Tanzania) e tra Nakonde (Zambia) e Tunduma (Tanzania). 
La città di Tunduma si trova lungo la tratta ferroviaria Tanzania-Zambia conosciuta come TAZARA, che collega la maggiore città tanzaniana, Dar es Salaam, a Kapiri Mposhi, nello Zambia. Alcuni traghetti collegano inoltre la località zambiana di Mpulungu, alle città di Kasanga e Kigoma, nella Tanzania occidentale.